# Bezbednosno-informativna agencija

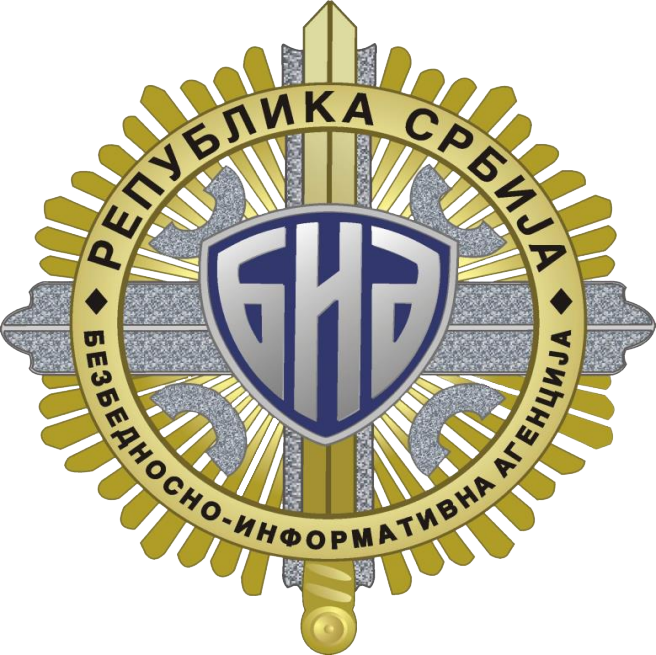
Geheimdienst der Republik Serbien

Bezbednosno-informativna agencija (serbisch-kyrillisch Безбедносно-информативна агенција,  „Sicherheitsinformationsdienst“), offizielle Abkürzung BIA (БИА), ist der Geheimdienst der Republik Serbien und wurde 2002 gegründet. Die primären Aufgaben der BIA sind die Bekämpfung des organisierten Verbrechens und die Vorbeugung gegen Terrorismus. Sie ist hervorgegangen aus der Organisation der früheren jugoslawischen Geheimpolizei RDB (Resor državne bezbednosti) innerhalb der einstigen Teilrepublik Serbien.

## Leitung
Im Juli 2008 löste Saša Vukadinović den vorherigen Leiter der BIA Radomir Bulatović ab, der seit April 2004 im Amt war.

## Kontrolle
Während die SDB den jeweiligen Innenministerien auf Bundes- bzw. Republiksebene unterstand, ist die BIA gegenwärtig direkt der Regierung der Republik Serbien unterstellt.

## Bekannte Operationen
- Auffinden und Festnahme von Darko Šarić im März 2014, einem mutmaßlichen Drogenboss.